# Cassyma amplexaria
Cassyma amplexaria là một loài bướm đêm trong họ Geometridae.